# Andrew Stuart Bergerson
Andrew Stuart Bergerson (* 15. November 1966 in New York City) ist ein US-amerikanischer Historiker.

## Leben
Er erwarb B.A. in Geschichte an der Cornell University (1990) und den M.A./Ph.D. in Geschichte an der University of Chicago (1998). Er lehrt als Professor für Geschichte & Public Humanities an der University of Missouri–Kansas City.
Er ist ein Historiker des modernen Deutschland mit besonderem Interesse an der Alltagsgeschichte, der ethnografischen/mündlichen Geschichte, der interdisziplinären Germanistik und den öffentlichen Geisteswissenschaften.

## Schriften (Auswahl)
- Ordinary Germans in extraordinary times. The Nazi revolution in Hildesheim. Bloomington 2004, ISBN 0-253-34465-4.
- als Herausgeber mit K. Scott Baker, Clancy Martin und Steve Ostovich: The happy burden of history. From sovereign impunity to responsible selfhood. Berlin 2011, ISBN 978-3-11-024636-0.
- als Herausgeber mit Leonard Schmieding: Ruptures in the everyday. Views of modern Germany from the ground. Oxford 2017, ISBN 1-78533-532-4.